# Cosmiomorpha similis
Cosmiomorpha similis är en skalbaggsart som beskrevs av Leon Fairmaire 1899. Cosmiomorpha similis ingår i släktet Cosmiomorpha och familjen Cetoniidae.

## Underarter
Arten delas in i följande underarter:
- C. s. nigra
- C. s. yonakuniana
- C. s. miyakoana